# Ethnikos Drymos Samarias - Faraggi Trypitis - Psilafi - Koustοgerakο
Ethnikos Drymos Samarias - Faraggi Trypitis - Psilafi - Koustοgerakο este o arie protejată (arie de protecție specială avifaunistică — SPA) din Grecia întinsă pe o suprafață de 13.974,16 ha, integral pe uscat.

## Localizare
Centrul sitului Ethnikos Drymos Samarias - Faraggi Trypitis - Psilafi - Koustοgerakο este situat la coordonatele 35°16′14″N 23°54′54″E / 35.27067°N 23.915118°E.

## Înființare
Situl Ethnikos Drymos Samarias - Faraggi Trypitis - Psilafi - Koustοgerakο a fost declarat arie de protecție specială avifaunistică în octombrie 1987 pentru a proteja 28 de specii de animale.

## Biodiversitate
Situată în ecoregiunea mediteraneană, aria protejată nu include niciun habitat protejat.
La baza desemnării sitului se află mai multe specii protejate de  păsări (28): uliu cu picioare scurte (Accipiter brevipes), pescăruș albastru (Alcedo atthis), fâsă-de-câmp (Anthus campestris), ciocârlie-cu-degete-scurte (Calandrella brachydactyla), bătăuș (Calidris pugnax), caprimulg (Caprimulgus europaeus), șerpar (Circaetus gallicus), erete vânăt (Circus cyaneus), erete alb (Circus macrourus), egretă mică (Egretta garzetta), Emberiza caesia, presură de grădină (Emberiza hortulana), Falco eleonorae, șoim călător (Falco peregrinus), vânturel de seară (Falco vespertinus), muscar-gulerat (Ficedula albicollis), cocor (Grus grus), frunzăriță galbenă (Hippolais icterina), stârc pitic (Ixobrychus minutus), sfrâncioc roșiatic (Lanius collurio), sfrânciocul cu frunte neagră (Lanius minor), ciocârlie de pădure (Lullula arborea), gaia roșie (Milvus milvus), stârc de noapte (Nycticorax nycticorax), vultur pescar (Pandion haliaetus), viespar (Pernis apivorus), Phalacrocorax aristotelis desmarestii, Sylvia ruppeli.
Pe lângă speciile protejate, pe teritoriul sitului au mai fost identificate 1 specie de păsări.